# 梅内特雷奥勒苏桑塞尔
梅内特雷奥勒-苏桑塞尔（法語：Ménétréol-sous-Sancerre，法語發音：[menetʁeɔl su sɑ̃sɛʁ]，意为“桑塞尔下方的梅内特雷奥勒”）是法国谢尔省的一个市镇，位于该省东北部，属于布尔日区。

## 地理
梅内特雷奥勒-苏桑塞尔（47°19'4"N, 2°51'22"E）面积5.67 平方千米，位于法国中央-卢瓦尔河谷大区谢尔省，该省份为法国中部省份，北起卢瓦雷省，西接卢瓦-谢尔省和安德尔省，南至克勒兹省，东南接阿列省，东临涅夫勒省。
与梅内特雷奥勒-苏桑塞尔接壤的市镇（或旧市镇、城区）包括：圣萨蒂尔、桑塞尔、托沃奈、卢瓦尔河畔特拉西。
梅内特雷奥勒-苏桑塞尔的时区为UTC+01:00、UTC+02:00（夏令时）。

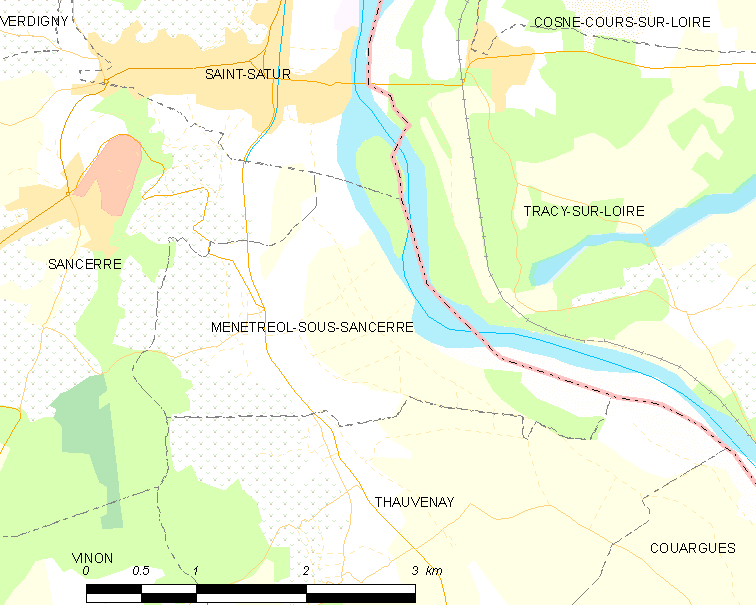
梅内特雷奥勒-苏桑塞尔的OSM定位图

## 行政
梅内特雷奥勒-苏桑塞尔的邮政编码为18300，INSEE市镇编码为18146。

## 政治
梅内特雷奥勒-苏桑塞尔所属的省级选区为桑塞尔县。

## 人口
梅内特雷奥勒-苏桑塞尔于2022年1月1日时的人口数量为296人。

1962-2008年间梅内特雷奥勒-苏桑塞尔人口变化图示